# Viva Bianca
Viva Bianca (ur. 17 listopada 1983 w Melbourne, Australia) – australijska aktorka polskiego pochodzenia.

## Wybrana filmografia
- Wypadki chodzą po ludziach (2009) jako Becky
- Bad Bush (2009) jako Ophelia
- Spartakus: Krew i piach (2010) jako Ilithyia
- Panika na Rock Island (2011) jako Paige
- X (2011) jako Holly Rowe
- Love at the Christmas Table (2012) jako Rebekah
- Spartakus: Zemsta (2012) jako Ilithyia
- Wzgardzona (2013) jako Jennifer
- The Reckoning (2014) jako Jane Lambert